# CAF Champions League 2019-2020
La CAF Champions League 2019-2020 (ufficialmente Total CAF Champions League 2019-2020 per ragioni di sponsorizzazione) è stata la 56ª edizione di questo torneo organizzato dalla CAF, la 24ª con la forma attuale.
Questa edizione sarebbe dovuta essere la prima a tenersi da agosto a maggio, in seguito a una decisione del Comitato esecutivo CAF del 20 luglio 2017. La competizione, iniziata il 9 agosto 2019, ha tuttavia visto il rinvio delle semifinali e della finale all'autunno 2020 a causa della pandemia di COVID-19.
Il trofeo è stato vinto dall'Al-Ahly, che, nella prima finale continentale contro i concittadini dello Zamalek, si è imposto per 2-1 e si è così qualificato alla Coppa del mondo per club FIFA 2020 in Qatar e alla Supercoppa CAF 2021 contro i vincitori della Coppa della Confederazione CAF 2019-2020.

## Sistema della graduatoria
La CAF calcola i punti per ogni associazione in base ai risultati dei propri club nella Champions League e nella Coppa della Confederazione CAF, non prendendo in considerazione l'anno corrente. I criteri per i punti sono i seguenti:
|                                          | CAF Champions League | Coppa della Confederazione CAF |
| ---------------------------------------- | -------------------- | ------------------------------ |
| Vincitore                                | 6 punti              | 5 punti                        |
| Seconda                                  | 5 punti              | 4 punti                        |
| Eliminate alle semifinali                | 4 punti              | 3 punti                        |
| Eliminate ai quarti di finale (dal 2017) | 3 punti              | 2 punti                        |
| 3º posto nei gruppi                      | 2 punti              | 1 punti                        |
| 4º posto nei gruppi                      | 1 punto              | 0.5 punto                      |

I punti sono moltiplicati per un dato coefficiente a seconda dell'anno
- 2018-19 – 5
- 2018 – 4
- 2017 – 3
- 2016 – 2
- 2015 – 1

## Turni e date dei sorteggi
| Fase           | Turno             | Data sorteggio                    | Andata                       | Ritorno                      |
| -------------- | ----------------- | --------------------------------- | ---------------------------- | ---------------------------- |
| Qualificazioni | Turno Preliminare | 21 luglio 2019 (Il Cairo, Egitto) | 9-11 agosto 2019             | 23-25 agosto 2019            |
| Qualificazioni | Primo turno       | 21 luglio 2019 (Il Cairo, Egitto) | 13-15 settembre 2019         | 27-29 settembre 2019         |
| Fase a gironi  | 1ª giornata       | 9 ottobre 2019                    | 29-30 novembre 2019          | 29-30 novembre 2019          |
| Fase a gironi  | 2ª giornata       | 9 ottobre 2019                    | 6-7 dicembre 2019            | 6-7 dicembre 2019            |
| Fase a gironi  | 3ª giornata       | 9 ottobre 2019                    | 27-28 dicembre 2019          | 27-28 dicembre 2019          |
| Fase a gironi  | 4ª giornata       | 9 ottobre 2019                    | 10-11 gennaio 2020           | 10-11 gennaio 2020           |
| Fase a gironi  | 5ª giornata       | 9 ottobre 2019                    | 24-25 gennaio 2020           | 24-25 gennaio 2020           |
| Fase a gironi  | 6ª giornata       | 9 ottobre 2019                    | 31 gennaio - 1 febbraio 2020 | 31 gennaio - 1 febbraio 2020 |
| Fase finale    | Quarti di finale  | 9 febbraio 2020                   | 28-29 febbraio 2020          | 6-7 marzo 2020               |
| Fase finale    | Semifinali        | 9 febbraio 2020                   | 17-18 ottobre 2020           | 23 ottobre e 4 novembre 2020 |
| Fase finale    | Finale            | 9 febbraio 2020                   | 27 novembre 2020             | 27 novembre 2020             |

## Qualificazioni

### Turno preliminare
| Squadra 1         | Totale      | Squadra 2             | Andata | Ritorno |
| ----------------- | ----------- | --------------------- | ------ | ------- |
| Brikama Utd       | 3 - 7       | Raja Casablanca       | 3 - 3  | 0 - 4   |
| Tempête Mocaf     | 2 - 3       | Al-Nasr Bengasi       | 1 - 0  | 1 - 3   |
| JS Kabylie        | 3 - 3 (gfc) | Al-Merrikh            | 1 - 0  | 2 - 3   |
| Stade Malien      | 1 - 2       | Horoya                | 1 - 1  | 0 - 1   |
| Buffles du Borgou | 1 - 2       | ASC Kara              | 1 - 1  | 0 - 1   |
| UMS de Loum       | 0 - 1       | Vita Club             | 0 - 0  | 0 - 1   |
| Rayon Sports      | 1 - 1 (gfc) | Al-Hilal Omdurman     | 1 - 1  | 0 - 0   |
| Rahimo            | 1 - 5       | Enyimba               | 1 - 0  | 0 - 5   |
| SONIDEP           | 2 - 5       | USM Alger             | 1 - 2  | 1 - 3   |
| Aigle Noir        | 1 - 5       | Gor Mahia             | 0 - 0  | 1 - 5   |
| Atlabara          | 0 - 13      | Al-Ahly               | 0 - 4  | 0 - 9   |
| Cano Sport        | 3 - 2       | Mekelle 70 Enderta    | 2 - 1  | 1 - 1   |
| Dekedda           | 0 - 13      | Zamalek               | 0 - 7  | 0 - 6   |
| LPRC Oilers       | 1 - 3       | Génération Foot       | 1 - 0  | 0 - 3   |
| Hafia             | 3 - 8       | Étoile du Sahel       | 2 - 1  | 1 - 7   |
| Kano Pillars      | 3 - 4       | Asante Kotoko         | 3 - 2  | 0 - 2   |
| African Stars     | 3 - 4       | Kampala City          | 3 - 2  | 0 - 2   |
| Matlama           | 0 - 4       | Petro Atlético        | 0 - 2  | 0 - 2   |
| Fomboni           | 3 - 3 (gfc) | Côte d'Or             | 2 - 2  | 1 - 1   |
| AS Otôho          | 2 - 5       | M. Sundowns           | 2 - 1  | 0 - 4   |
| SOA               | 0 - 1       | Nouadhibou            | 0 - 0  | 0 - 1   |
| Cercle Mbéri      | 0 - 2       | Elect Sport N'Djamena | 0 - 0  | 0 - 2   |
| Green Mamba       | 0 - 3       | ZESCO Utd             | 0 - 2  | 0 - 1   |
| Young Africans    | 2 - 1       | Township Rollers      | 1 - 1  | 1 - 0   |
| Big Bullets       | 2 - 3       | Platinum              | 0 - 0  | 2 - 3   |
| Songo             | 1 - 1 (gfc) | Simba                 | 0 - 0  | 1 - 1   |
| KMKM              | 0 - 4       | Primeiro de Agosto    | 0 - 2  | 0 - 2   |
| Green Eagles      | 2 - 1       | Orlando Pirates       | 1 - 0  | 1 - 1   |
| Fosa Juniors      | 2 - 1       | Pamplemousses         | 1 - 0  | 1 - 1   |

### Primo turno
| Squadra 1             | Totale          | Squadra 2          | Andata | Ritorno |
| --------------------- | --------------- | ------------------ | ------ | ------- |
| Al-Nasr Bengasi       | 2 - 4           | Raja Casablanca    | 1 - 3  | 1 - 1   |
| JS Kabylie            | 2 - 2 (5-3 dtr) | Horoya             | 2 - 0  | 0 - 2   |
| ASC Kara              | 0 - 1           | Vita Club          | 0 - 0  | 0 - 1   |
| Enyimba               | 0 - 1           | Al-Hilal Omdurman  | 0 - 0  | 0 - 1   |
| USM Alger             | 6 - 1           | Gor Mahia          | 4 - 1  | 2 - 0   |
| Cano Sport            | 0 - 6           | Al-Ahly            | 0 - 2  | 0 - 4   |
| Génération Foot       | 2 - 2 (gfc)     | Zamalek            | 2 - 1  | 0 - 1   |
| Asante Kotoko         | 2 - 3           | Étoile du Sahel    | 2 - 0  | 0 - 3   |
| Petro Atlético        | 1 - 1 (gfc)     | Kampala City       | 0 - 0  | 1 - 1   |
| Côte d'Or             | 1 - 16          | M. Sundowns        | 0 - 5  | 1 - 11  |
| Nouadhibou            | 1 - 6           | Wydad Casablanca   | 0 - 2  | 1 - 4   |
| Elect Sport N'Djamena | 2 - 3           | Espérance          | 1 - 1  | 1 - 2   |
| Young Africans        | 2 - 3           | ZESCO Utd          | 1 - 1  | 1 - 2   |
| Platinum              | 5 - 2           | Songo              | 1 - 0  | 4 - 2   |
| Green Eagles          | 2 - 2 (gfc)     | Primeiro de Agosto | 1 - 2  | 1 - 0   |
| Fosa Juniors          | 1 - 3           | TP Mazembe         | 0 - 0  | 1 - 3   |

### Squadre qualificate per la fase a gironi
| Urna 1                      | Urna 2                     | Urna 3                       | Urna 4                        |
| Espérance (63,5 punti)      | Étoile du Sahel (50 punti) | USM Alger (25 punti)         | Primeiro de Agosto (16 punti) |
| TP Mazembe (63 punti)       | M. Sundowns (49 punti)     | ZESCO Utd (24,5 punti)       | Platinum (5 punti)            |
| Wydad Casablanca (63 punti) | Zamalek (44 punti)         | Vita Club (24 punti)         | Petro Atlético (2,5 punti)    |
| Al-Ahly (57 punti)          | Raja Casablanca (25 punti) | Al-Hilal Omdurman (19 punti) | JS Kabylie (0 punti)          |

I sorteggi per la fase a gironi della competizione si sono svolti il 9 ottobre 2019.
Le 16 squadre qualificate sono state raggruppate in 4 urne in base ai punti del Ranking CAF e, successivamente, inserite casualmente in altrettanti gruppi dai quali si qualificheranno alla successiva fase le prime due squadre per ogni gruppo.

## Fase a gironi

### Gruppo A
| Squadra            | Pt | G | V | N | P | GF | GS | DR |
| ------------------ | -- | - | - | - | - | -- | -- | -- |
| TP Mazembe         | 14 | 6 | 4 | 2 | 0 | 11 | 4  | +7 |
| Zamalek            | 9  | 6 | 2 | 3 | 1 | 5  | 4  | +1 |
| Primeiro de Agosto | 4  | 6 | 0 | 4 | 2 | 4  | 7  | -3 |
| ZESCO Utd          | 3  | 6 | 0 | 3 | 3 | 5  | 10 | -5 |

| Squadra 1          | Risultato   | Squadra 2          |
| 1ª giornata        | 1ª giornata | 1ª giornata        |
| ------------------ | ----------- | ------------------ |
| TP Mazembe         | 3 - 0       | Zamalek            |
| Primeiro de Agosto | 1 - 1       | ZESCO Utd          |
| 2ª giornata        |             |                    |
| ZESCO Utd          | 1 - 2       | TP Mazembe         |
| Zamalek            | 2 - 0       | Primeiro de Agosto |
| 3ª giornata        |             |                    |
| Primeiro de Agosto | 1 - 1       | TP Mazembe         |
| ZESCO Utd          | 1 - 1       | Zamalek            |
| 4ª giornata        |             |                    |
| Zamalek            | 2 - 0       | ZESCO Utd          |
| TP Mazembe         | 2 - 1       | Primeiro de Agosto |
| 5ª giornata        |             |                    |
| Zamalek            | 0 - 0       | TP Mazembe         |
| ZESCO Utd          | 1 - 1       | Primeiro de Agosto |
| 6ª giornata        |             |                    |
| Primeiro de Agosto | 0 - 0       | Zamalek            |
| TP Mazembe         | 3 - 1       | ZESCO Utd          |

### Gruppo B
| Squadra           | Pt | G | V | N | P | GF | GS | DR |
| ----------------- | -- | - | - | - | - | -- | -- | -- |
| Étoile du Sahel   | 12 | 6 | 4 | 0 | 2 | 8  | 3  | +5 |
| Al-Ahly           | 11 | 6 | 3 | 2 | 1 | 7  | 4  | +3 |
| Al-Hilal Omdurman | 10 | 6 | 3 | 1 | 2 | 7  | 6  | +1 |
| Platinum          | 1  | 6 | 0 | 1 | 5 | 2  | 11 | -9 |

| Squadra 1         | Risultato   | Squadra 2         |
| 1ª giornata       | 1ª giornata | 1ª giornata       |
| ----------------- | ----------- | ----------------- |
| Étoile du Sahel   | 1 - 0       | Al-Ahly           |
| Al-Hilal Omdurman | 2 - 1       | Platinum          |
| 2ª giornata       |             |                   |
| Al-Ahly           | 2 - 1       | Al-Hilal Omdurman |
| Platinum          | 0 - 3       | Étoile du Sahel   |
| 3ª giornata       |             |                   |
| Étoile du Sahel   | 0 - 1       | Al-Hilal Omdurman |
| Al-Ahly           | 2 - 0       | Platinum          |
| 4ª giornata       |             |                   |
| Platinum          | 1 - 1       | Al-Ahly           |
| Al-Hilal Omdurman | 1 - 2       | Étoile du Sahel   |
| 5ª giornata       |             |                   |
| Al-Ahly           | 1 - 0       | Étoile du Sahel   |
| Platinum          | 0 - 1       | Al-Hilal Omdurman |
| 6ª giornata       |             |                   |
| Étoile du Sahel   | 2 - 0       | Platinum          |
| Al-Hilal Omdurman | 1 - 1       | Al-Ahly           |

### Gruppo C
| Squadra          | Pt | G | V | N | P | GF | GS | DR |
| ---------------- | -- | - | - | - | - | -- | -- | -- |
| M. Sundowns      | 14 | 6 | 4 | 2 | 0 | 9  | 3  | +6 |
| Wydad Casablanca | 9  | 6 | 2 | 3 | 1 | 10 | 6  | +4 |
| Petro Atlético   | 4  | 6 | 0 | 4 | 2 | 8  | 14 | -6 |
| USM Alger        | 3  | 6 | 0 | 3 | 3 | 6  | 10 | -4 |

| Squadra 1        | Risultato   | Squadra 2        |
| 1ª giornata      | 1ª giornata | 1ª giornata      |
| ---------------- | ----------- | ---------------- |
| USM Alger        | 1 - 1       | Wydad Casablanca |
| M. Sundowns      | 3 - 0       | Petro Atlético   |
| 2ª giornata      |             |                  |
| Petro Atlético   | 1 - 1       | USM Alger        |
| Wydad Casablanca | 0 - 0       | M. Sundowns      |
| 3ª giornata      |             |                  |
| USM Alger        | 0 - 1       | M. Sundowns      |
| Wydad Casablanca | 4 - 1       | Petro Atlético   |
| 4ª giornata      |             |                  |
| M. Sundowns      | 2 - 1       | USM Alger        |
| Petro Atlético   | 2 - 2       | Wydad Casablanca |
| 5ª giornata      |             |                  |
| Wydad Casablanca | 3 - 1       | USM Alger        |
| Petro Atlético   | 2 - 2       | M. Sundowns      |
| 6ª giornata      |             |                  |
| USM Alger        | 2 - 2       | Petro Atlético   |
| M. Sundowns      | 1 - 0       | Wydad Casablanca |

### Gruppo D
| Squadra         | Pt | G | V | N | P | GF | GS | DR |
| --------------- | -- | - | - | - | - | -- | -- | -- |
| Espérance       | 11 | 6 | 3 | 2 | 1 | 7  | 3  | +4 |
| Raja Casablanca | 11 | 6 | 3 | 2 | 1 | 6  | 4  | +2 |
| JS Kabylie      | 7  | 6 | 2 | 1 | 3 | 3  | 7  | -4 |
| Vita Club       | 4  | 6 | 1 | 1 | 4 | 4  | 6  | -2 |

| Squadra 1       | Risultato   | Squadra 2       |
| 1ª giornata     | 1ª giornata | 1ª giornata     |
| --------------- | ----------- | --------------- |
| JS Kabylie      | 1 - 0       | Vita Club       |
| Raja Casablanca | 0 - 2       | Espérance       |
| 2ª giornata     |             |                 |
| Vita Club       | 0 - 1       | Raja Casablanca |
| Espérance       | 1 - 0       | JS Kabylie      |
| 3ª giornata     |             |                 |
| Espérance       | 0 - 0       | Vita Club       |
| Raja Casablanca | 2 - 0       | JS Kabylie      |
| 4ª giornata     |             |                 |
| JS Kabylie      | 0 - 0       | Raja Casablanca |
| Vita Club       | 0 - 2       | Espérance       |
| 5ª giornata     |             |                 |
| Vita Club       | 4 - 1       | JS Kabylie      |
| Espérance       | 2 - 2       | Raja Casablanca |
| 6ª giornata     |             |                 |
| Raja Casablanca | 1 - 0       | Vita Club       |
| JS Kabylie      | 1 - 0       | Espérance       |

## Fase ad eliminazione diretta

### Tabellone
|  | Quarti di finale | Quarti di finale | Quarti di finale | Quarti di finale | Quarti di finale |  |  | Semifinali       | Semifinali       | Semifinali | Semifinali | Semifinali |  |  | Finale  | Finale  | Finale |  |
|  |                  |                  |                  |                  |                  |  |  |                  |                  |            |            |            |  |  |         |         |        |  |
|  | Raja Casablanca  | Raja Casablanca  | 2                | 0                | 2                |  |  |                  |                  |            |            |            |  |  |         |         |        |  |
|  | TP Mazembe       | TP Mazembe       | 0                | 1                | 1                |  |  | Raja Casablanca  | Raja Casablanca  | 0          | 1          | 1          |  |  |         |         |        |  |
|  | Zamalek          | Zamalek          | 3                | 0                | 3                |  |  | Zamalek          | Zamalek          | 1          | 3          | 4          |  |  |         |         |        |  |
|  | Espérance        | Espérance        | 1                | 1                | 2                |  |  |                  |                  |            |            |            |  |  | Zamalek | Zamalek | 1      |  |
|  | Wydad Casablanca | Wydad Casablanca | 2                | 0                | 2                |  |  |                  |                  | Al-Ahly    | Al-Ahly    | 2          |  |  |         |         |        |  |
|  | Étoile du Sahel  | Étoile du Sahel  | 0                | 1                | 1                |  |  | Wydad Casablanca | Wydad Casablanca | 0          | 1          | 1          |  |  |         |         |        |  |
|  | Al-Ahly          | Al-Ahly          | 2                | 1                | 3                |  |  | Al-Ahly          | Al-Ahly          | 2          | 3          | 5          |  |  |         |         |        |  |
|  | M. Sundowns      | M. Sundowns      | 0                | 1                | 1                |  |  |                  |                  |            |            |            |  |  |         |         |        |  |

### Quarti di finale
| Squadra 1        | Totale | Squadra 2       | Andata | Ritorno |
| ---------------- | ------ | --------------- | ------ | ------- |
| Al-Ahly          | 3 - 1  | M. Sundowns     | 2 - 0  | 1 - 1   |
| Raja Casablanca  | 2 - 1  | TP Mazembe      | 2 - 0  | 0 - 1   |
| Zamalek          | 3 - 2  | Espérance       | 3 - 1  | 0 - 1   |
| Wydad Casablanca | 2 - 1  | Étoile du Sahel | 2 - 0  | 0 - 1   |

### Semifinali
| Squadra 1        | Totale | Squadra 2 | Andata | Ritorno |
| ---------------- | ------ | --------- | ------ | ------- |
| Raja Casablanca  | 1 - 4  | Zamalek   | 0 - 1  | 1 - 3   |
| Wydad Casablanca | 1 - 5  | Al-Ahly   | 0 - 2  | 1 - 3   |

### Finale
| Arbitro: | Ghorbal |

|               |           |                        |
| Shikabala 31’ | Marcatori | 5’ El-Soleya 86’ Magdy |

| Zamalek | Al-Ahly |

| P               | 1  | Mohamed Abougabal     |       |     |
| D               | 23 | Islam Gaber           |       | 90’ |
| D               | 4  | Mahmoud Alaa          |       |     |
| D               | 5  | Mohamed Abdel Ghani   |       |     |
| D               | 14 | Ahmed Eid             |       |     |
| C               | 3  | Tarek Hamed           |       |     |
| C               | 13 | Ferjani Sassi         | 90+3’ |     |
| C               | 10 | Mahmoud Shikabala (c) |       | 55’ |
| C               | 20 | Achraf Bencharki      |       |     |
| C               | 25 | Ahmed Sayed           |       |     |
| A               | 15 | Mostafa Mohamed       | 90+6’ |     |
| A disposizione: |    |                       |       |     |
| P               | 16 | Mahmoud Genesh        |       |     |
| D               | 6  | Mohamed Abdel Salam   |       |     |
| D               | 7  | Hazem Emam            |       |     |
| A               | 2  | Kabongo Kasongo       |       | 55’ |
| A               | 9  | Omar El Said          |       | 90’ |
| A               | 18 | Karim Bambo           |       |     |
| A               | 27 | Mohamed Ounajem       |       |     |
| Allenatore:     |    |                       |       |     |
| Jaime Pacheco   |    |                       |       |     |

| P               | 16 | Mohamed El-Shenawy (c) | 90+5’ |       |
| D               | 21 | Ali Maâloul            |       |       |
| D               | 12 | Ayman Ashraf           |       |       |
| D               | 6  | Yasser Ibrahim         |       |       |
| D               | 30 | Mohamed Hany           | 90+4’ |       |
| C               | 8  | Hamdy Fathy            |       |       |
| C               | 17 | Amr El-Soleya          | 73’   |       |
| C               | 19 | Mohamed Magdy          | 88’   | 90+1’ |
| C               | 28 | Junior Ajayi           |       | 67’   |
| C               | 14 | Hussein El Shahat      | 90+6’ |       |
| A               | 18 | Marwan Mohsen          |       | 90+2’ |
| A disposizione: |    |                        |       |       |
| P               | 13 | Ali Lotfi              |       |       |
| D               | 2  | Mahmoud Wahid          |       |       |
| D               | 3  | Ramy Rabia             |       | 90+1’ |
| C               | 22 | Ahmed El Sheikh        |       |       |
| C               | 9  | Aliou Badji            |       |       |
| A               | 26 | Mahmoud Kahraba        |       | 90+2’ |
| A               | 29 | Geraldo                |       | 67’   |
| Allenatore:     |    |                        |       |       |
| Pitso Mosimane  |    |                        |       |       |